# نادي دوندالك
نادي دوندالك لكرة القدم (بالإنجليزية: Dundalk Football Club)‏ نادي كرة قدم أيرلندي يلعب في دوري الدرجة الممتازة. تم تأسيس النادي في عام 1903.

## روابط خارجية
- Dundalk F.C.